# Kärra IBK
Kärra IBK är en innebandyklubb i Göteborg i Sverige som bildades i Klarebergsskolans matsal 17 september 2005.
Kärra IBK bildades med ambition att få en stor ungdomsverksamhet. Kärra IBK har sedan premiärsäsongen 2005/2006 haft Kärra Sporthall som sin hemmaarena och publikrekordet är 412 personer (Lillekärrshallen) som sattes den 20 mars 2011 i derbyt mot IBF Backadalen. Från och med säsongen 2010/11 när Kärra IBK för första gången spelade i division 2 är den nya hemmaarenan Lillekärrshallen med en kapacitet på 600 personer.
I det lag som spelade i division 2 säsongen 2011/12 återfanns Henrik Delborn som representerat Sverige. I truppen ingick även Peter Holmberg. Kärra IBK:s första säsong i den högsta förbundsserien, H2 slutade med en 8:e plats. Hela seriens poäng- & skyttekung blev Kärras Johan Selindh, på 57 poäng (41+16).
Föreningen har igång 20-talet ungdomslag och har totalt 400 medlemmar fördelade på 300 ungdomsspelare. Sedan bildandet har föreningen ökat med medlemmar för varje säsong.
Lagen:
Herr A (Div.3), Dam A (Div.1),
Flickor:
F05-F12
Pojkar:
P03-P12